# 도요토미 히데카쓰
도요토미 히데카쓰(일본어: 豊臣 秀勝, 에이로쿠 8년(1569년) ~ 분로쿠 원년 음력 9월 9일(1592년 10월 14일) 또는 게이초 2년(1597년))는 아즈치 모모야마 시대의 무장이다.'하시바 히데까스'로도 불린다.

## 생애
도요토미 히데요시의 누나 도모(닛슈)의 아들이자 히데요시의 조카이다. 동복 형 도요토미 히데쓰구와 함께 히데요시의 양자가 되어 하시바(羽柴) 성씨을 받아 사용하였다. 히데요시의 측실 요도도노의 여동생인 아자이 고우와 혼인하여 딸 사다코를 두었다. 9번대의 대장으로 나가오카 다다오키 등의 8천 명의 병사를 이끌고 임진왜란에 참전하던 도중 병을 얻어 거제도에서 병사하였다.

## 사후
이후 고우는 에도 막부 제2대 쇼군이 되는 도쿠가와 히데타다에게 재가하였고, 외동딸 사다코는 고셋케중 하나인 구조가의 당주 구조 유키이에(九条幸家)와 혼인하여 후일 기타노만도코로(北政所)의 지위에 올랐다.

## 일화
- 애꾸눈이었다는 설이 있다.[2]

## 같이 보기
- 고우~공주들의 전국~